# Bohemia (birra)

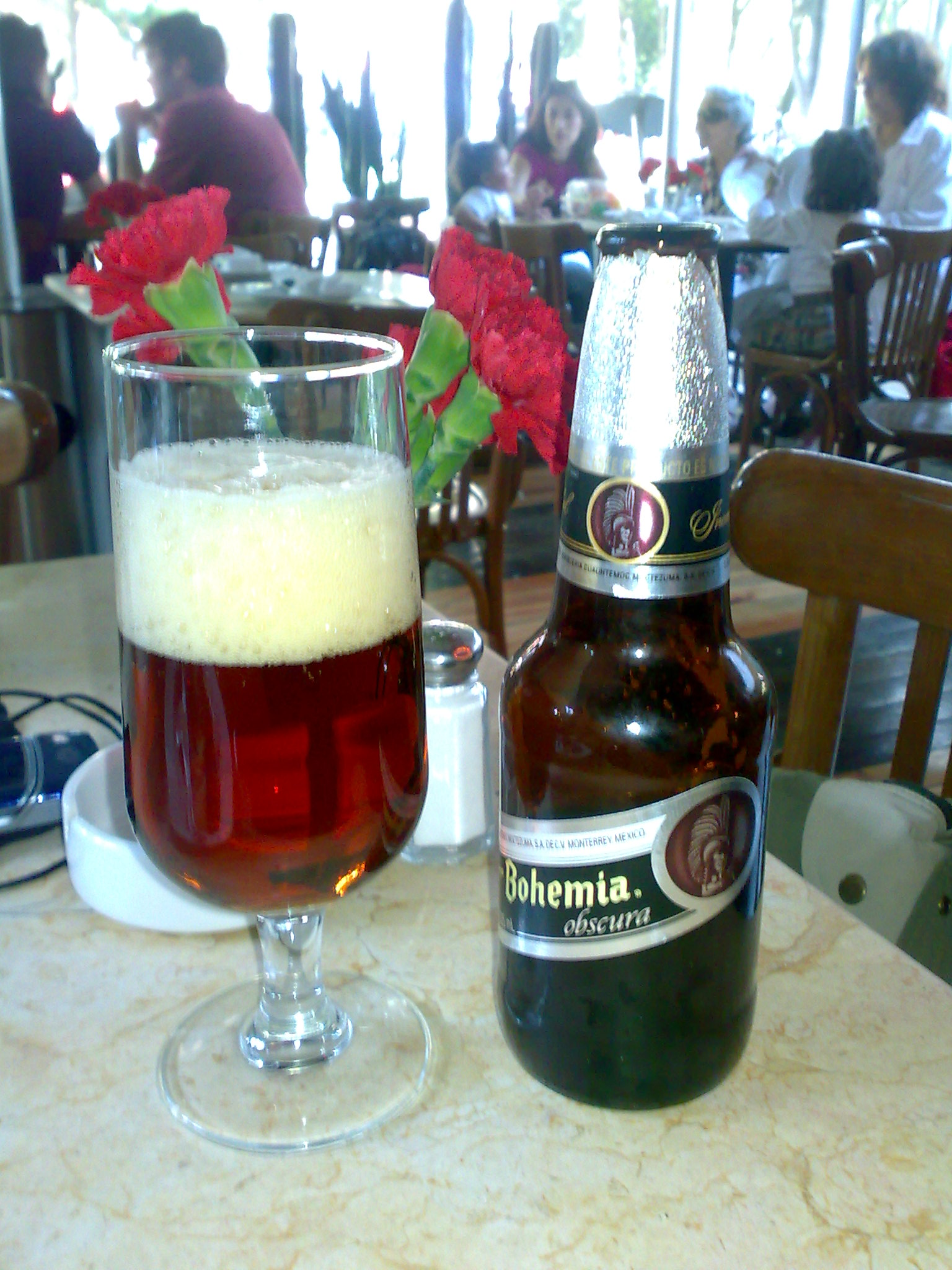
Birra Bohemia

Bohemia è una birra messicana prodotta dalla Cuauhtémoc-Moctezuma Brewery. Bohemia prende il proprio nome dalla regione della Repubblica Ceca, riconosciuta come una delle principali produttrici di birra nel mondo. È stata lanciata sul mercato alla fine del ventesimo secolo come la migliore birra della Cervecería Cuauhtémoc Moctezuma. Nel corso degli anni, è diventata una delle birre messicane più premiate. Si tratta di una birra chiara, benché recentemente ne è stata lanciata una versione scura chiamata Bohemia Obscura.